# Las Iglesias
Las Iglesias (en catalán Les Esglésies), es un pueblo del municipio de  Sarroca de Bellera, en la comarca del  Pallars Jussá de la provincia de Lérida. Formaba parte del término primitivo de Sarroca de Bellera desde 1847.

## Descripción

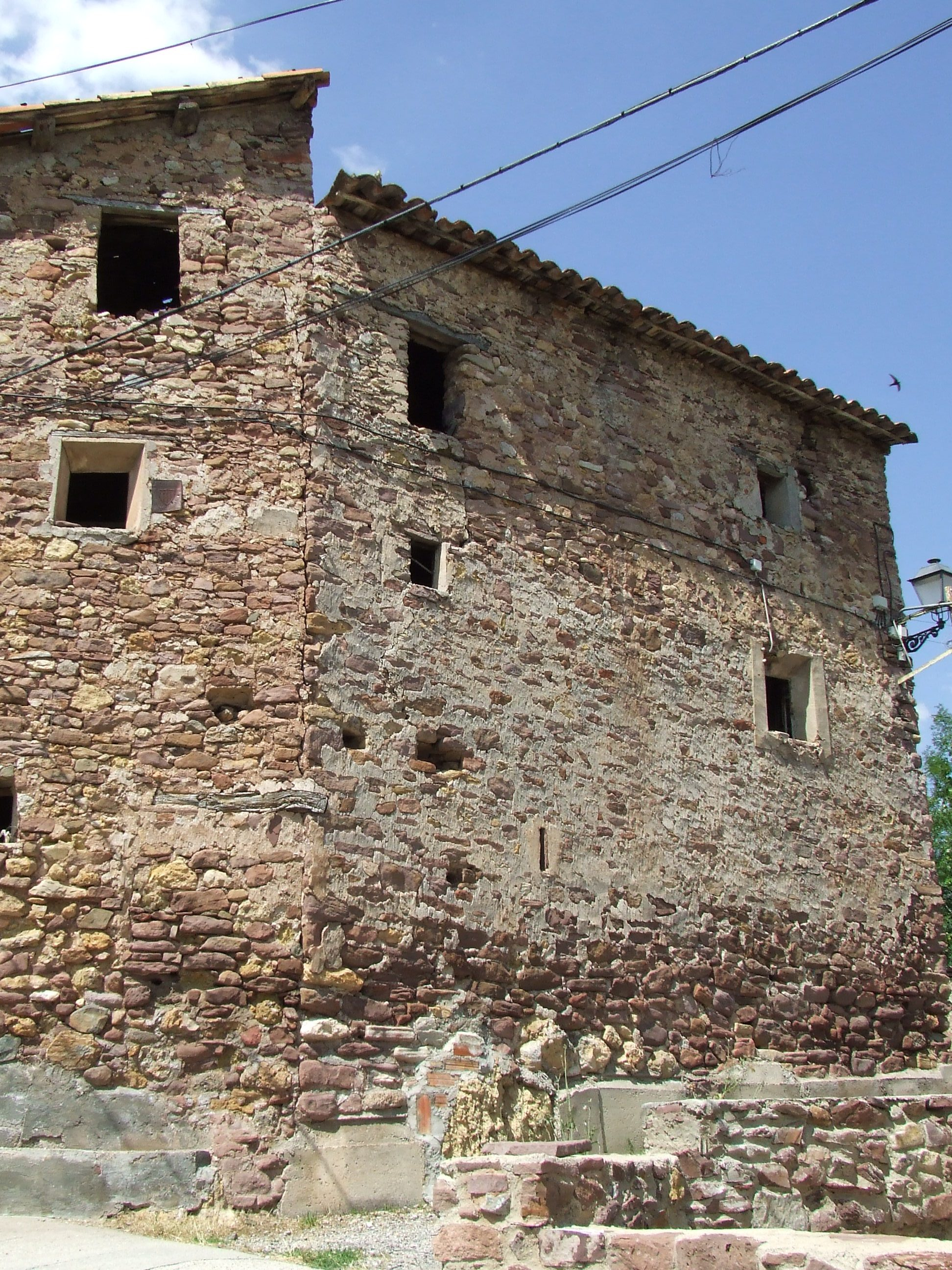
Una de las casas antiguas del pueblo.

Está situado a más de 3 km. en línea recta al noroeste de su cabeza de municipio. Para poder acceder, desde Sarroca de Bellera hay que salir hacia el noroeste la carretera L-521, y, al cabo de un kilómetro, cuando se está a punto de entroncar con la N-260, sale hacia el norte una pista rural asfaltada que conduce a Cherallo, Castellgormá y Las Iglesias, donde se llega en unos 3 kilómetros.
El pueblo está actualmente de forma alargada, con el extremo septentrional que sube montaña arriba. La parte alta debía ser el núcleo primitivo, y se conservan elementos que hacen pensar en un núcleo cerrado, pero muy desvirtuado a lo largo del siglo, sobre todo debido a la extensión del pueblo hacia el llano.

## Historia
Se dice que los fundadores de las iglesias fueron dos hermanos procedentes de Castellgermà, en el siglo XVI construyeron Casa Batlle, la más antigua del pueblo, en la que está ubicado en el 2009 una casa de alojamiento rural.
Las Iglesias fue uno de los muchos pueblos pallareses que en 1812 tuvieron ayuntamiento propio, a raíz del despliegue de los preceptos de la Constitución de Cádiz, pero que perdió en 1847, ya que no llegaba al mínimo de 30 vecinos (cabezas de familia) que exigía la ley municipal del 1845. Así, en febrero de 1847 fue agregado a Sarroca de Bellera junto con Bastida de Bellera, y entre los tres pueblos y el caserío de Vilella sumaron los 36 vecinos requeridos.
En 1970 Las Iglesias tenía aún 69 habitantes, que habían bajado a 33 en 1981 ya 20 en 1993. En el 2005 tenía 22, sólo dos menos que la cabeza de municipio.